# Colin Andrew
Colin Andrew (* 25. února 2004 Praha) je český fotbalový brankář, chytající za SK Dynamo České Budějovice. 

## Život a kariéra
Narodil se v 25. února 2004 v Praze, kde s fotbalem začínal. Jeho matka je Češka a otec je Nigerijec žijící v USA. S fotbalem začal v rodné Praze, kde postupem času vystřídal několik týmů. Jednalo se o TJ Praga Praha, SK Hostivař a FK Motorlet Praha.
V roce 2020 se přesunul do jihočeského klubu SK Dynamo České Budějovice. V klubu několik let chytal za B-tým. Na jaře 2022 hostoval v divizním týmu FK Spartak Soběslav. Dne 1. února 2025 si odbyl premiéru v Chance Lize proti týmu FK Dukla Praha.